# Mariano Semmola
Mariano Semmola, född 29 januari 1831 i Neapel, död där 5 april 1896, var en italiensk läkare. 
Semmola blev 1853 medicine doktor, 1856 läkare vid sjukhuset för obotliga i Neapel samt 1865 professor i farmakologi och terapi där. Från 1886 var han medlem av italienska senaten. Han åtnjöt stort anseende som akademisk lärare och utgav ett betydande antal skrifter, såsom Recherches sur les albuminuries et sur la maladie de Bright (1850) och Sur la pathologie et la thérapeutique du diabète (1855–61). Hans föreläsningar i experimentell farmakologi och klinisk terapi utkom 1887.